# مانيكة غاندي
مانيكة سانجاي غاندي (و تنطق أيضا، ميناكا) (لقبها أناند، ولدت 26 أغسطس 1956، في مدينة دلهي، الهند) وهي أول رئيسة وزراء لتنمية المرأة والطفل الهندي تحت حكومة رئيس الوزراء ناريندا مودي، ناشطة لحقوق الحيوان، مناصرة لحماية البيئة، وهي أرملة السياسي الهندي السابق، سانجاي غاندي. وأصبحت وزيرة لأربع حكومات. و كتبت العديد من الكتب في مجالات، أصول الكلمات، والقانون، والرفق بالحيوان. وهي عضو من عائلة نيهرو-غاندي (سلالة سياسية هندية).

## حياتها الشخصية
ولدت مانيكة في دلهي لعائلة ديانتها السيخية. كان والدها طرلوشان سينج أناند يعمل في الجيش الهندي برتبة ملازم، ووالدتها أمتشوار أناند. تعلمت في مدرسة لورنس وفي كلية الآنسة شيري رام للنساء، وتعلمت لاحقا اللغة الألمانية في جامعة جواهيرلال نيهرو في نيودلهي.
كان أول لقاء لها مع سانجاي غاندي في حفلة، الذي أقامها عم مانيكة، اللواء كابور للاحتفال بزواج ابنه فينو كابور القادم في عام 1973. وفي النهاية، تزوجت مانيكة بسانجاي، بعد عام في 23 (أيلول) سبتمبر 1974، وهو ابن رئيسة الوزراء أنديرا غاندي.
شهدت الفترة الطارئة ازدياد ظهور سانجاي في الساسة، وكانت ومانيكة دوما بجانبه في جولته، وكانت تساعده في حملاته. وقد قيل أن في الفترة الطارئة، كان سانجاي لديه كامل التحكم بوالدته والحكومة التي تقاد من قبل بيت رئيس الوزراء. 
أسست مانيكة مجلة الأخبار (سريا) و التي أدت دور هام في ترويج حزب المؤتمر بعد الهزيمة في الانتخابات عام 1977، بعد الفترة الطارئة.
ذهبت إلى المحكمة لتحارب محاولة سلطة الحكومة في ذلك الوقت مصادرة جواز سفرها ولتكسب قرار تاريخي لحريتها الشخصية. في قضية
مانيكة غاندي ضد اتحاد الهند وجدت الحكومة أن «الديموقراطية قائمة أساسا على النقاش الحر والحوار المفتوح وذلك هو التصحيح الوحيد للعمل الحكومي في إطار ديموقراطي».
أنجبت في عام 1980 ابن اسمه فيروز على اسم جده لأبيه وأضافت الجدة اسم فارون. كان عمر مونيكا 23 عاما وابنها عمره 100 يوم عندما توفي زوجها سانجي في تحطم طائرة.

## فترة الشباب و المهنة
علاقة مانيكة بأنديرا غاندي تفككت تدريجيا بعد وفاة زوجها وكانو يتجادلون باستمرار مع بعضهم البعض. وقد أُجبرت في النهاية على الخروج من منطقة إقامة رئيس الوزراء أ. سافادا رجونغ بعد تداعيات مع أنديرا.
أسست راشتريا سانجاي مانش مع أكبر أحمد دومبي. ركّز الحزب أساسا على تمكين الشباب والعمالة وفازت بأربعة من أصل خمسة في الانتخابات في ولاية أنديرا براديش.
نشرت مانيكة " الكتاب الكامل لأسماء المسلمين والبارسيين، كاعتراف بإيمان زوجها بالزرادشتية.
نافست مانيكة غاندي على دائرة أميثي الانتخابية من ولاية أوتار براديش لعام 1984 في الانتخابات العامة ل لوك سابها ولكنها خسرت أمام راجيف غاندي. في عام 1988 انضمت إلى سانات جاناتا دال وأصبحت النائب العام. في عام 1989 فازت غاندي بانتخاباتها الأولى للبرلمان وأصبحت وزيرة دولة مع كونها وزيرة البيئة.